# تم گز
تم گز، روستایی در دهستان دولاب بخش حرا شهرستان قشم در استان هرمزگان ایران است.

## جمعیت
بر پایه سرشماری عمومی نفوس و مسکن در سال ۱۳۹۵، جمعیت این روستا برابر با ۲۱۵ نفر (۵۹ خانوار) بوده‌است.